# 六氢合锇(II)酸镁
六氢合锇(II)酸镁是一种活泼的配位氢化物，在空气中可自燃，化学式为Mg2[OsH6]，具有K2PtCl6结构。它可由氢化镁（或镁）、锇和氢气在加热、加压下反应制得。其氘代化合物Mg2[OsD6]被用于中子衍射表征结构，以确定氢的位置。